# 어쩌면 해피엔딩
어쩌면 해피엔딩은 박천휴가 작사하고 윌 에런슨이 작곡했으며 박천휴와 에런슨이 함께 극본을 쓴 대한민국의 뮤지컬이다. 막간 없이 진행되는 이 뮤지컬은 21세기 후반 서울에서 서로를 발견하고 관계, 사랑, 필멸성을 탐구하며 그들 자신에게 가능한 것이라고 믿는 것에 도전하는 올리버와 클레어라는 두 실물 같은 헬퍼 봇의 이야기를 그린다.
김동연이 연출했으며, 2016년 서울 DCF 대명문화공장 라이프웨이 홀에서 초연되어 긍정적인 평론을 받았다. 한국뮤지컬어워즈에서는 최우수 뮤지컬, 음악, 가사, 극본을 포함해 6개 부문을 수상했다. 또한 예그린뮤지컬어워즈에서 올해의 뮤지컬과 음악(에런슨)을 포함해 4개 부문을 수상했다. 어쩌면 해피엔딩은 한국과 해외에서 여러 차례 재연되었으며, 2024년 브로드웨이에서도 개막하여 또 다시 긍정적인 평론을 받았다. 제78회 토니상에서 10개 부문 후보에 올라 최우수 뮤지컬, 최우수 극본, 최우수 작곡을 포함해 6개 부문을 수상했다. 또한 6개의 드라마 데스크상을 수상했다.

## 구상 및 개발
2014년, 박천휴는 뉴욕 브루클린의 한 커피숍에 앉아 있다가 록 밴드 블러와 고릴라즈의 프런트맨인 데이먼 알반의 노래 "Everyday Robots"를 들었다. 박천휴는 1990년대 한국에서 블러가 인기가 많았기 때문에 블러에 익숙했다. 노래 가사 중 일부가 그의 주의를 끌었다: "우리는 집에 가는 과정에 있는 일상적인 로봇이다." 박천휴는 '인간과 똑같이 생긴 로봇'이 사는 세상을 상상했고, 결국 '인간과 같은 외모와 감정을 가진 로봇들이 버림받아 외롭게 홀로 사는' 장면을 떠올렸다. 박천휴는 최근 오랜 관계를 끝낸 터라 인생의 한 장이 끝나는 것에 대해 생각했다. "이 희곡을 쓸 때 주변 사람들과의 이별과 죽음을 경험했습니다"라고 그는 말했다. "언젠가 상실의 고통을 느낄 것을 예상하더라도 사랑은 마음을 여는 행위라는 것을 깨달았습니다."
박천휴는 친구 윌 에런슨에게 이메일을 보냈다. 에런슨은 박의 아이디어에 흥미를 느꼈고, 결국 그들은 함께 이야기를 쓰기 시작했다. 그들은 2014년 2월에 이야기 구상을 시작했다. 그들은 젊은 예술가들을 지원하는 서울의 비영리 재단인 우란문화재단의 프로듀서에게 어쩌면 해피엔딩을 제안했고, 재단은 "시야" 프로그램을 지원하고 있었다. 이 프로그램 중 하나로 채택되어 2014년 가을까지 더 개발되었다. 박천휴와 에런슨이 뮤지컬 카르멘에서 함께 작업했던 김동연이 연출로 프로젝트에 합류했다. 전미도와 전욱진이 워크숍 공연에 출연했다. 어쩌면 해피엔딩은 2015년 9월 우란문화재단 프로젝트 박스 시야에서 사흘 밤 동안의 시범 공연을 가졌다. 티켓은 오픈 3분 만에 매진되었다.
이 쇼는 한국어와 영어 모두로 쓰였는데, 에런슨이 영어로 초고를 쓰고 박이 한국어로 번역했다. 두 버전 모두 2016년 뉴욕시에서 열린 산업 워크숍에서 공연되었으며, 우란문화재단이 지원하는 첫 해외 개발 프로젝트였다. 당시 What I Learned from People이라는 제목의 어쩌면 해피엔딩 영어 버전은 미국 예술 문학 아카데미로부터 2017년 리처드 로저스 상을 수상했다. 전체 영어 프로덕션이 다른 팀과 함께 개발되면서, 에런슨과 박천휴는 완성된 한국어 버전을 다시 번역하는 대신 초기 영어 대본을 시작점으로 사용했다. 그 결과 최종 브로드웨이 버전은 한국에서 공연된 버전과 눈에 띄는 차이점이 있다.
뮤지컬의 엔딩은 클레어가 올리버처럼 기억을 유지했는지 여부에 대해 모호하게 남겨둔다. 뮤지컬의 초기 초고에서는 두 캐릭터 모두 기억을 유지했다. 작가들은 클레어가 올리버보다 더 진보된 모델이기 때문에 기억을 유지했다면 거짓말을 더 잘할 수 있었을 것이라고 말했다.:48:47 한국어 버전에서는 클레어 역을 맡은 여배우들이 매일 밤 자신들의 선택을 바꾸는 것이 허용되었다. 브로드웨이 버전에서는 작가들이 마이클 아덴 감독과 클레어 역을 맡은 배우 헬렌 J. 션에게 결정권을 맡겼다. 아덴은 비극적인 해석을 선호하기 때문에 클레어가 기억을 지웠다고 믿는 반면, 션은 자신의 의견을 누구에게도 말하지 않았다.

## 전제
뮤지컬은 그리 멀지 않은 미래의 서울특별시 수도권 지역을 배경으로 한다. 올리버와 클레어는 인간처럼 생긴 헬퍼 로봇이다. 사람들을 돕기 위해 만들어진 그들은 주인에게 버림받아 현재 버려진 헬퍼 로봇들을 위한 아파트에서 살고 있다. 올리버는 일부 기능과 사회적 능력이 부족하지만 내구성이 뛰어난 초기 모델 헬퍼봇인 반면, 클레어는 많은 기능에도 불구하고 배터리 소모가 심한 최신 모델이다. 에런슨은 이렇게 말했다:
배경은 아마도 2060년대일 것이다. 이 시기는 이미 휴머노이드 로봇이 만들어진 다음 세대이다. 사람들은 기술에 너무 집착하고 더 고립되어 있으며, 이것은 우리가 지금 일어나고 있다고 느끼는 현상이다. 그러나 앞으로 우리는 사람들이 세상에 대해 냉소적이고 서로에게 고립되면서, 이 1세대 로봇들이 처음으로 세상을 발견하고 우리가 잊어버린 몇 가지를 발견하는 것을 볼 수 있다.

## 줄거리
남성 헬퍼봇-3 모델 올리버는 퇴역 헬퍼봇들을 위한 서울의 거주 시설인 헬퍼봇 야드의 자신의 아파트에서 전원이 켜진다. 그는 재즈 가수 길 브렌틀리의 노래("Why Love?")를 들으며 일상 루틴을 시작한다. 올리버는 음악을 듣고, 화분이라는 화분을 돌보고, 정기적으로 재즈 월간지와 교체 부품을 받으며, 주인 제임스가 긴 제주도 여행에서 돌아오기를 기다리는 일상을 반복한다. 몇 년이 지나 헬퍼봇 주식회사는 그의 교체 부품 생산을 중단하지만, 그는 제임스가 돌아올 것이라고 믿는다("World Within My Room"). 어느 날, 여성 헬퍼봇-5이자 그의 이웃 중 한 명인 클레어가 충전기가 고장 났다며 도움을 청하기 위해 그의 문을 두드린다. 올리버는 마지못해 그녀에게 자신의 충전기를 빌려주지만, 최신 헬퍼봇-5에 비해 헬퍼봇-3의 뛰어난 내구성을 자랑하며 그녀를 모욕한다. 기분이 상한 클레어는 자신의 충전기를 스스로 고치려고 방으로 돌아가지만 별다른 소득이 없다. 그녀는 친구들에게 연락하지만, 친구들은 각자의 유지보수 문제로 도울 수 없다("The Way That It Has to Be"). 결국 올리버는 정해진 시간에 충전기를 가져오고 반납하는 조건으로 충전기를 사용하게 해준다. 클레어는 동의하고, 그들의 교환은 일상이 된다("Charger Exchange Ballet"). 어느 날, 클레어가 나타나지 않아 올리버는 그녀를 찾아간다. 클레어는 임시 외부 전원 공급 장치를 만들어서 더 이상 충전기가 필요 없게 되었다. 올리버는 자신이 그녀를 걱정하지 않았다고 부인하며, 더 이상 그녀를 상대할 필요가 없어 기쁘다고 주장한다. 클레어는 진단을 실행하고 자신의 배터리 수명이 다하고 있다는 것을 알게 된다. 나중에 그녀는 올리버의 집을 방문하여 그에게 감사를 표하고, 그가 제임스와 재회하기 위해 화분을 데리고 제주도로 여행하기 위해 빈병 보증금을 모으고 있었다는 것을 발견한다("Where You Belong"). 클레어는 세상에 반딧불을 볼 수 있는 유일한 곳이 제주도라며 자신도 제주도에 가고 싶다고 말한다. 그녀는 자신의 차를 타고 함께 가자고 제안한다. 올리버는 동의하고, 그들은 여행을 준비한다("Hitting the Road, Part 1", "Goodbye, My Room", "Hitting the Road, Part 2"). 퇴역 헬퍼봇이 혼자 대중 앞에 나서는 것은 불법이므로, 그들은 휴가 중인 인간 커플인 척하고 처음 만난 방법에 대한 믿을 만한 이야기를 지어낸다("The Rainy Day We Met"). 이 상황은 클레어에게 이전 주인인 기혼 부부 지연과 수한을 떠올리게 한다.
페리로 가는 도중 클레어의 배터리가 방전되기 시작하자, 그들은 충전하기 위해 러브 호텔인 모텔에 멈춘다. 그들은 모텔 주인과 다른 손님("Jenny")과의 어색한 대화에도 불구하고 들키지 않고 하룻밤 방을 예약한다. 방에서 그들은 영화 터미네이터 2를 보며 로봇 묘사를 조롱하며 유대감을 형성한다. 클레어는 올리버와 함께 있는 것이 그렇게 나쁘지 않다고 생각하기 시작한다("How to Be Not Alone"). 올리버가 전원이 꺼진 동안, 클레어는 그의 기억에 접근하여 제임스가 올리버의 감정을 보호하기 위해 거짓말을 했으며, 제주도로의 이사는 영구적이었고 올리버의 퇴역 또한 영구적이었다는 것을 알게 된다. 다음 날, 클레어는 올리버에게 자신과 사랑에 빠지지 않겠다고 약속하라고 말한다("Hitting the Road, Part 3"). 그들이 제주도에 있는 제임스의 집에 도착했을 때, 클레어는 제임스가 올리버의 마음을 아프게 할 것이라고 경고하려 한다("What I Learned from People"). 그녀는 올리버에게 지연이 자신을 떠나는 자신의 기억을 보여준다. 지연은 클레어에게 자신의 관리자 비밀번호를 주어 수한이 클레어에게 작업을 걸었던 삭제된 기억에 접근할 수 있게 했다. 수한은 지연보다 자신의 낮은 사회적 지위에 대해 불안해했고, 이는 그들의 결혼 생활 파탄으로 이어졌다. 올리버가 제임스는 다르다고 항변하자, 제임스의 아들 준서가 도착하여 그들을 방해한다. 준서는 제임스가 몇 년 전에 병이 나서 돌봄을 받기 위해 제주도로 이사한 후 사망했으며, 준서는 부모가 헤어진 후 올리버가 제임스의 아들 자리를 대신한 것에 대해 분개하여 제임스에게 올리버를 남겨두라고 강요했음을 밝힌다. 준서는 올리버에게 제임스가 남긴 길 브렌틀리 레코드를 씁쓸하게 건넨다. 올리버는 낙담하여 클레어에게 그녀가 옳았다고 말하지만, 클레어는 제임스가 올리버에게 선물을 남겨 그를 진심으로 아꼈음을 보여주며 그녀의 말이 틀렸음을 증명했다고 지적한다("'Goodbye Love' Piano Solo"). 화가 났지만, 올리버는 클레어가 원했던 반딧불을 보러 가자고 제안한다. 그들은 숲 속으로 점점 더 깊이 들어가고, 천천히 반딧불이 나타나기 시작한다("Chasing Fireflies"). 두 사람은 흥분해서 그 광경을 감상하고 심지어 한 마리를 잡아서 병에 넣는다("Never Fly Away").
그들은 서울로 돌아오지만 그들의 역학 관계가 변했음을 느낀다("A Sentimental Person"). 서로 사랑에 빠졌다는 것을 깨닫고("When You're in Love") 감정을 인정하고 키스를 나눈다("Touch Sequence" (기악)). 그들은 그들의 관계에 시간 제한이 있다는 것을 깨닫지만, 인간 커플이 할 것이라고 생각하는 일들을 하기 위해 계속해서 헤어지는 것을 미룬다. 심지어 싸움도 시도한다("Then I Can Let You Go"). 결국 클레어의 몸은 더 이상 버티지 못하고 배터리 수명은 계속해서 소진된다. 클레어는 기능할 수 있는 기간이 길어야 1년 남았고, 내구성이 뛰어난 올리버는 훨씬 더 길다. 서로에게 고통을 주지 않기 위해 관계를 끝내려 노력하지만 서로를 생각하는 것을 멈출 수 없다("Goodbye, My Room" (재현)). 어느 날, 준서가 올리버를 찾아와 아버지의 좋은 기억을 요청한다. 기억을 드라이브에 로드하는 동안, 두 사람은 고통스럽게 느껴지더라도 사랑하는 사람들과 행복한 기억을 공유하는 것의 중요성에 대해 이야기하고, 이는 올리버가 클레어를 단순히 잊을 수 없다는 것을 깨닫게 한다. 떠나기 전에 준서는 화해의 표시로 올리버에게 자신의 관리자 비밀번호를 준다. 둘 다 비밀번호를 가지고 있기 때문에 올리버와 클레어는 서로에 대한 기억을 지울 수 있다. 그들은 이것이 둘 모두에게 최선의 길이라고 결정한다. 그들은 비극적인 결말이 아니라 그들의 경험은 여전히 일어났기 때문에 일종의 해피 엔딩이라고 동의한다("Maybe Happy Ending"). 그들은 함께 잡았던 반딧불을 포함하여 과거를 상기시키는 물건들을 모두 없애고 기억을 지운다("Memory Sequence" (기악)).
얼마 후, 올리버는 아파트에서 전원이 켜지고 화분에게 인사를 한 후 일상 루틴을 시작한다("Why Love" (재현)). 클레어가 그의 문을 두드리며 충전기를 빌려달라고 요청하자 그는 방해받는다. 그는 망설이다가 그녀를 들여보내고 충전기를 건네준 후 화분에게 "그녀에게 말하지 마"라고 속삭인다. 클레어가 충전하는 동안 그녀는 올리버에게 처음 말했던 몇 가지 말을 반복하며 대화를 나눈다. 그는 헬퍼봇-3이 헬퍼봇-5보다 우수하다는 그의 이전 자랑으로 대답한다. 그러나 잠시 후, 그는 클레어가 이전에 그를 도왔던 것들을 나열하며 최신 모델의 몇 가지 장점을 인정한다. 감동받은 클레어는 "괜찮을까요?"라고 묻고, 올리버는 그러길 바란다고 대답한다("Finale").

### 한국어 버전과 영어 버전의 차이
어쩌면 해피엔딩의 영어 버전은 한국어 버전과 거의 동일한 줄거리를 따르지만, 몇 곡이 추가되었다. 한국어 버전에서는 올리버가 헬퍼봇-5이고 클레어가 헬퍼봇-6이다. 길 브렌틀리는 영어 버전의 새로운 캐릭터로, 유령이며, 때때로 올리버와 클레어와 물리적으로 상호 작용한다. 한국어 버전에서는 이름이 없으며, 제임스/멀티맨 역할의 일부이다. 한국어 버전에서 클레어의 친구 존은 충전기를 고치는 것을 돕기 위해 그녀의 아파트를 방문하는 동료 헬퍼봇-6이지만, 영어 버전에서는 삭제되었다. 제임스의 아들 준서는 영어 버전에서 새로 등장하는 인물이다. 올리버가 제임스 가족과 상호 작용하는 장면은 한국어 버전에서는 무대 밖에서 일어난다. 사전 녹화된 영상으로 묘사되는 클레어의 주인 지연과 수한은 한국어 버전에는 없으며, 그들의 관계는 무대 밴드의 바이올리니스트와 첼리스트의 듀엣으로 묘사된다. 영어 버전은 헬퍼봇의 관리자 비밀번호에 대한 부차적인 줄거리를 추가한다. 한국어 버전에서는 클레어와 올리버가 비밀번호 없이도 기억을 지울 수 있다. 한국어 버전에는 올리버가 클레어를 위해 자신의 충전기 어댑터로 만드는 걸쇠에 대한 부차적인 줄거리가 있다. 영어 버전은 한국어 버전보다 약 10분 정도 짧으며, 클레어가 무너지고 한때 팔 하나를 잃는 것을 명시적으로 묘사하는 "그럼에도 불구하고" 장면과 노래를 삭제했다.:46:38

## 출연진
| 캐릭터           | 서울   | 브로드웨이  |
| 캐릭터           | 2016   | 2024        |
| ---------------- | ------ | ----------- |
| 올리버           | 정욱진 | 대런 크리스 |
| 올리버           | 정문성 | 대런 크리스 |
| 올리버           | 김재범 | 대런 크리스 |
| 클레어           | 전미도 | 헬렌 J. 션  |
| 클레어           | 최수진 | 헬렌 J. 션  |
| 제임스/준서/기타 | 고훈정 | 마커스 최   |
| 제임스/준서/기타 | 성종완 | 마커스 최   |
| 길 브렌틀리      | 빈칸   | 데즈 듀론   |
| 수한             | 빈칸   | 영 마지노   |
| 지연             | 빈칸   | 아든 조     |
| 화분             | 빈칸   | 본인        |

## 제작

### 대한민국
2016년, 어쩌면 해피엔딩은 SEEYA STAGE에 선정된 뮤지컬 중 하나로, 2016년 12월 20일부터 2017년 3월 5일까지 DCF 대명문화공장 2관 라이프웨이 홀에서 51회 공연으로 초연되었다. 또한 시범 공연을 연출한 김동연이 연출했다. 디자이너는 남경식(무대), 이동진(조명), 도연(의상)이었다. 정문성, 김재범, 정욱진이 올리버 역을 맡았고, 전미도와 최수진이 클레어 역을 맡았으며, 고훈정과 성종완이 제임스 역을 맡았다. 개막 공연은 호평을 받았으며, 프리뷰 공연 티켓은 매진되었고 평균 객석 점유율 92%를 기록했다. 이 쇼는 창작 뮤지컬 사상 박스 오피스 기록을 세웠다. 우란문화재단은 오리지널 사운드트랙을 제작하고 수익금을 문화예술 산업의 선순환을 위해 기부하겠다고 밝혔다. 제작사인 대명문화공장과 창작자들이 기부에 참여했다.
원작 출연진과 미국 배우인 올리버 역의 조시 델라 크루즈와 클레어 역의 에피 아데마가 함께 한 재회 콘서트가 다음 해 6월 18일부터 20일까지 서울 프로젝트 박스 시야에서, 6월 23일에는 플레이스 캠프 제주 스피닝 울프에서 열렸다. 10월 23일부터 11월 12일까지 DCF 대명문화공장 2관에서 앙코르 공연이 열렸으며, 원작 출연진이 다시 출연했다. 앙코르 공연도 매진되었다.
그 이후 서울에서 2018년, 2020년, 2021년, 그리고 2024년에 공연되었다. 2021년 공연은 2021년 11월 15일, 22일, 29일 네이버 TV의 'C-Mu by CJ ENM MUSICAL' 채널에서 세 차례 온라인으로 촬영 및 스트리밍되었다. 다섯 번째 공연 2025년 하반기에 예정되어 있다.

### 미국

#### 브로드웨이 이전
뮤지컬의 일부는 What I Learned from People이라는 제목으로 2016년 10월 27일 뉴욕시 뉴 월드 스테이지스에서 열린 국립 뮤지컬 극장 협회 28회 연례 신작 뮤지컬 페스티벌의 작곡가 쇼케이스에서 처음으로 영어로 선보였다. 올리버 역의 조시 델라 크루즈, 클레어 역의 애슐리 박, 제임스 역의 마커스 최가 "Where You Belong"과 "How to Be Not Alone"을 공연했다. 델라 크루즈와 박천휴는 또한 영어 컨셉 앨범을 녹음했다.
어쩌면 해피엔딩은 2020년 1월 18일부터 2월 17일까지 애틀랜타 얼라이언스 극장의 코카콜라 스테이지에서 영어 초연을 가졌다. 마이클 아덴이 연출하고, 아덴의 남편 앤디 미엔터스가 조연출을 맡았으며, 트래비스 헤이건부크(조명), 클린트 라모스(의상), 스벤 오르텔(영상), 피터 하이렌스키(음향)가 디자인을 맡았다. 출연진에는 올리버 역의 케니 트란, 클레어 역의 캐시 앵, 길 브렌틀리 역의 데즈 듀론, 제임스 역의 존 D. 해거티가 포함되었다. 뮤지컬에 주로 아시아계 미국인 배우들이 출연하면서 뉴욕 타임스의 제시 그린은 캐스팅 포괄성을 칭찬했다.

#### 브로드웨이 (2024)

세로

마이클 아덴이 또한 연출한 어쩌면 해피엔딩의 영어 버전 브로드웨이 프로덕션은 10월 16일 프리뷰를 시작으로 2024년 11월 12일 벨라스코 극장에서 개막했다. 대런 크리스와 헬렌 J. 션이 올리버와 클레어 역으로 출연하며, 길 브렌틀리 역의 듀론, 제임스 역의 마커스 최, 그리고 사전 녹화된 수한과 지연 역의 영 마지노와 아든 조가 합류했다. 만장일치의 긍정적인 평론을 받으며 개막했다. 이 쇼는 10개의 토니상 후보에 올랐고 최우수 뮤지컬, 최우수 극본, 최우수 작곡, 최우수 남우주연상, 최우수 연출상 및 최우수 무대 디자인상을 포함하여 6개 부문에서 수상했다. 또한 9개 부문 후보 중 최우수 뮤지컬, 음악, 작사 및 극본을 포함하여 6개의 드라마 데스크상을 수상했다. 3개의 아우터 비평가상 (최우수 뮤지컬 포함); 그리고 2개의 드라마 리그상 (최우수 뮤지컬 포함)을 수상했다.

#### 예정된 미국 전국 투어 (2026)
2026년 후반에 볼티모어의 히포드롬 극장을 시작으로 전국 투어가 시작될 예정이다.

### 기타 해외 프로덕션
어쩌면 해피엔딩의 첫 일본 프로덕션은 2017년 5월 19일부터 28일까지 일본 도쿄 이케부쿠로 선샤인 시티 극장에서 열렸다. 이 버전은 신스웨이브가 김지호 감독, 임진호 안무가 등 새로운 출연진 및 제작진과 함께 제작했다. 올리버 역은 최동욱, 성제, 케빈이 맡았다. 김보경과 송상은이 클레어 역을 맡았고, 라준은 제임스를 포함한 여러 역할을 맡았다. 신스웨이브는 2018년 요코하마와 오사카에서 또 다른 작품을 제작했다. 최동욱과 성제는 올리버 역을 다시 맡았고, 예성이 합류했다. 송상은은 클레어 역을 다시 맡았고, 김주연이 합류했다. 라준과 김남호는 제임스 역을 공유했다. 세 번째 일본 작품은 2020년 도쿄에서 열렸으며, 올리버 역에 우라이 켄지, 클레어 역에 나카가와 쇼코와 하나자와 카나가 함께 출연했으며, 제임스 역에 사카모토 켄지와 사이토 신지가 출연했다.
SAIC 상하이 문화광장에서 중국 공연을 제작했다. 팬데믹으로 인한 여행 불편에도 불구하고 김동연은 상하이로 와서 연출했다. 중국 투어는 2021년 7월 1일부터 3일까지 상하이 시어터 어보브에서 시작하여 8월에는 청두, 샤먼, 난징, 항저우를, 9월에는 우시를, 11월에는 톈진에서 공연되었다. 올리버 역은 라스 황, 클레어 역은 궈 야오롱, 제임스 역은 장 빈이 맡았다.

## 뮤지컬 넘버
| - "우린 왜 사랑했을까" (Why Love?) – 길 브렌틀리 - "나의 방안에" (World Within My Room) – 올리버 - "끝까지 끝은 아니야" (The Way That It Has to Be) – 클레어 & 전 배역 - "Charger Exchange Ballet" – 오케스트라 - "고맙다, 올리버" (Where You Belong) – 올리버 & 제임스 - "반딧불, 그리고 제주도" (Tell Me About Fireflies, Please – Instrumental) - "행운을 빌어줘, Part 1" (Hitting the Road, Part 1) – 올리버 & 클레어 - "Goodbye, My Room" ‡ – 올리버 & 클레어 - "행운을 빌어줘, Part 2" (Hitting The Road, Part 2) – 올리버 & 클레어 - "My Favorite Love Story" (영어판 제목: "The Rainy Day We Met") – 올리버 & 클레어 - "Jenny" † – 길 브렌틀리 - "생각보다, 생각만큼" (How To Be Not Alone) – 클레어 - "Hitting The Road, Part 3" † – 올리버 & 클레어 - "사람들로 부터 배운 것" (What I Learned from People) – 클레어 - "우린 왜 사랑했을까" (Goodbye Love) – 제임스 - "반딧불 쫓기" (Chasing Fireflies) – 오케스트라 - "반딧불에게" (Never Fly Away) – 올리버, 클레어 - "A Sentimental Person" † – 길 브렌틀리 - "사랑이란" (When You're In Love) – 올리버 & 클레어 - "첫 입맞춤" (Touch Sequence) – 오케스트라 - "Then I Can Let You Go" † – 올리버, 클레어 & 길 브렌틀리 - "나의 방 안엔 & Goodbye, My Room (reprise)" (재현) (Goodbye, My Room) – 올리버 & 클레어 - "Maybe Happy Ending" † – 올리버 & 클레어 - "기억을 지우기" (Memory Sequence) – 오케스트라 - "우린 왜 사랑했을까" (reprise) (Why Love? (reprise)) – 길 브렌틀리 - "사랑이란, 어쩌면" (Finale) – 전 배역 † 영어 버전 추가. ‡ 한국어 및 영어 버전에서 노래 제목이 동일함 |

Notes
1. ↑  재즈 가수 캐릭터가 연주하는 다른 노래인 "낡고 익숙한 사랑 노래"를 대체한다.
2. ↑  "Driving"이라는 노래를 대체한다.
3. ↑  무언의 보컬 듀엣인 "Home Again"을 대체한다.
4. ↑  올리버와 클레어의 관계를 묘사하는 두 노래를 대체한다: 그들의 로맨스 시작을 묘사하는 "First Time in Love"와 클레어가 문자 그대로 무너지는 것을 보는 고통을 헤쳐나가려는 두 사람을 묘사하는 "그럼에도 불구하고".
5. ↑  "그것만은 기억해도 돼"를 대체한다. 클레어는 올리버에게 화분을 더 잘 햇볕을 받을 수 있는 곳에 놓는 위치를 기억하도록 허락한다.[55]

## 수상 및 후보
| 시상식                                   | 연도 | 분류                                 | 수상자                                                        | 결과 | Ref.   |
| ---------------------------------------- | ---- | ------------------------------------ | ------------------------------------------------------------- | ---- | ------ |
| 제6회 예그린뮤지컬어워드                 | 2017 | 올해의 뮤지컬                        | 어쩌면 해피엔딩                                               | 수상 | [ 56 ] |
| 제6회 예그린뮤지컬어워드                 | 2017 | 음악상                               | 윌 에런슨                                                     | 수상 | [ 56 ] |
| 제6회 예그린뮤지컬어워드                 | 2017 | 여자 인기상                          | 전미도                                                        | 수상 | [ 56 ] |
| 제6회 예그린뮤지컬어워드                 | 2017 | 연출상                               | 김동연                                                        | 수상 | [ 57 ] |
| 미국 예술 문학 아카데미 리처드 로저스 상 | 2017 | 프로덕션 상                          | What I Learned from People (어쩌면 해피엔딩의 초기 영어 버전) | 수상 | [ 10 ] |
| 제2회 한국뮤지컬어워즈                   | 2018 | 올해의 뮤지컬 (소극장)               | 어쩌면 해피엔딩                                               | 수상 | [ 58 ] |
| 제2회 한국뮤지컬어워즈                   | 2018 | 극본/작사가                          | 박천휴 & 윌 에런슨                                            | 수상 | [ 58 ] |
| 제2회 한국뮤지컬어워즈                   | 2018 | 작곡가                               | 윌 에런슨                                                     | 수상 | [ 58 ] |
| 제2회 한국뮤지컬어워즈                   | 2018 | 여우주연상                           | 전미도                                                        | 수상 | [ 58 ] |
| 제2회 한국뮤지컬어워즈                   | 2018 | 연출상                               | 김동연                                                        | 수상 | [ 58 ] |
| 제8회 이데일리 문화대상                  | 2021 | 대상                                 | 어쩌면 해피엔딩                                               | 수상 | [ 59 ] |
| 뉴욕 드라마 비평가상                     | 2025 | 최우수 뮤지컬                        | 윌 에런슨 및 박천휴                                           | 수상 | [ 60 ] |
| 드라마 데스크상                          | 2025 | 최우수 뮤지컬                        | 어쩌면 해피엔딩                                               | 수상 | [ 3 ]  |
| 드라마 데스크상                          | 2025 | 최우수 뮤지컬 주연상                 | 대런 크리스                                                   | 후보 | [ 3 ]  |
| 드라마 데스크상                          | 2025 | 최우수 뮤지컬 주연상                 | 헬렌 J. 션                                                    | 후보 | [ 3 ]  |
| 드라마 데스크상                          | 2025 | 최우수 뮤지컬 연출상                 | 마이클 아덴                                                   | 수상 | [ 3 ]  |
| 드라마 데스크상                          | 2025 | 최우수 음악상                        | 윌 에런슨 및 박천휴                                           | 수상 | [ 3 ]  |
| 드라마 데스크상                          | 2025 | 최우수 작사상                        | 윌 에런슨 및 박천휴                                           | 수상 | [ 3 ]  |
| 드라마 데스크상                          | 2025 | 최우수 뮤지컬 극본상                 | 윌 에런슨 및 박천휴                                           | 수상 | [ 3 ]  |
| 드라마 데스크상                          | 2025 | 최우수 오케스트레이션상              | 윌 에런슨                                                     | 후보 | [ 3 ]  |
| 드라마 데스크상                          | 2025 | 최우수 뮤지컬 무대 디자인상          | 데인 라프리 및 조지 리브 (영상 디자인 포함)                   | 수상 | [ 3 ]  |
| 드라마 리그상                            | 2025 | 최우수 뮤지컬 작품상                 | 어쩌면 해피엔딩                                               | 수상 | [ 46 ] |
| 드라마 리그상                            | 2025 | 최우수 뮤지컬 연출상                 | 마이클 아덴                                                   | 수상 | [ 46 ] |
| 드라마 리그상                            | 2025 | 최우수 연기상                        | 대런 크리스                                                   | 후보 | [ 46 ] |
| 드라마 리그상                            | 2025 | 최우수 연기상                        | 헬렌 J. 션                                                    | 후보 | [ 46 ] |
| 아우터 비평가상                          | 2025 | 최우수 신작 브로드웨이 뮤지컬        | 어쩌면 해피엔딩                                               | 수상 | [ 45 ] |
| 아우터 비평가상                          | 2025 | 브로드웨이 뮤지컬 최우수 주연 배우상 | 대런 크리스                                                   | 후보 | [ 45 ] |
| 아우터 비평가상                          | 2025 | 뮤지컬 극본상                        | 윌 에런슨 및 박천휴                                           | 수상 | [ 45 ] |
| 아우터 비평가상                          | 2025 | 작곡상                               | 윌 에런슨 및 박천휴                                           | 수상 | [ 45 ] |
| 아우터 비평가상                          | 2025 | 오케스트레이션상                     | 윌 에런슨                                                     | 후보 | [ 45 ] |
| 아우터 비평가상                          | 2025 | 뮤지컬 연출상                        | 마이클 아덴                                                   | 수상 | [ 45 ] |
| 아우터 비평가상                          | 2025 | 무대 디자인상                        | 데인 라프리                                                   | 후보 | [ 45 ] |
| 아우터 비평가상                          | 2025 | 조명 디자인상                        | 벤 스탠튼                                                     | 후보 | [ 45 ] |
| 아우터 비평가상                          | 2025 | 음향 디자인상                        | 피터 하이렌스키                                               | 후보 | [ 45 ] |
| 토니상                                   | 2025 | 최우수 뮤지컬 작품상                 | 어쩌면 해피엔딩                                               | 수상 | [ 61 ] |
| 토니상                                   | 2025 | 최우수 뮤지컬 극본상                 | 윌 에런슨 및 박천휴                                           | 수상 | [ 61 ] |
| 토니상                                   | 2025 | 최우수 작곡상                        | 윌 에런슨 및 박천휴                                           | 수상 | [ 61 ] |
| 토니상                                   | 2025 | 뮤지컬 주연 남우주연상               | 대런 크리스                                                   | 수상 | [ 61 ] |
| 토니상                                   | 2025 | 최우수 뮤지컬 무대 디자인상          | 데인 라프리 및 조지 리브                                      | 수상 | [ 61 ] |
| 토니상                                   | 2025 | 최우수 뮤지컬 의상 디자인상          | 클린트 라모스                                                 | 후보 | [ 61 ] |
| 토니상                                   | 2025 | 최우수 뮤지컬 조명 디자인상          | 벤 스탠튼                                                     | 후보 | [ 61 ] |
| 토니상                                   | 2025 | 최우수 뮤지컬 음향 디자인상          | 피터 하이렌스키                                               | 후보 | [ 61 ] |
| 토니상                                   | 2025 | 최우수 뮤지컬 연출상                 | 마이클 아덴                                                   | 수상 | [ 61 ] |
| 토니상                                   | 2025 | 최우수 오케스트레이션상              | 윌 에런슨                                                     | 후보 | [ 61 ] |

## 영화화
마이 페이보릿 러브 스토리라는 제목의 영화 각색판이 2023년에 초연되었지만 아직 극장에 개봉되지 않았다.

## 참고
1. 1 2  사전 녹화된 영상으로만 볼 수 있는 캐릭터.
2. ↑  화분은 아에오니움 블랙 로즈 트리이다. 그는 사람처럼 취급되며, 플레이빌의 Who's Who 섹션에 자신의 약력이 있고 소셜 미디어 계정도 있다.
3. ↑  SEEYA STAGE는 우란문화재단의 다양한 프로그램에 참여한 공연/전시 인력 및 콘텐츠 중 개발 잠재력이 있는 일부를 선정하여 지원하는 프로그램이다. 국내외에서 예술적, 상업적 경쟁력을 확보할 수 있다고 판단되는 인력과 콘텐츠에게 공연 또는 해외 연수 기회를 제공하고, 우란문화재단을 거쳐간 인력과 콘텐츠가 문화 경쟁력을 가질 수 있도록 지원하는 것을 목표로 한다.